# Vecknavelrödling
Vecknavelrödling (Entoloma rhodocylix) är en svampart som först beskrevs av Wilhelm Gottfried Lasch, och fick sitt nu gällande namn av Meinhard (Michael) Moser 1978. Vecknavelrödling ingår i släktet Entoloma, och familjen Entolomataceae. Arten är reproducerande i Sverige.